# Club Deportivo Arcense
Le Club Deportivo Arcense est un club salvadorien de football basé à Ciudad Arce, fondé en 1990. 
Le club remporte le championnat du Salvador de deuxième division en 2002-2003, lui permettant de participer au tournoi de clôture du championnat du Salvador 2003. Le club est relégué à l'issue du tournoi de clôture 2004.